# De Meerkoet
Snuif- en specerijmolen De Meerkoet was een vierkante wipmolen aan het nu niet meer bestaande Veenpad bij de Spiegelnisserweg, ten noorden van de Kralingse Plas in Rotterdam. De molen werd in 1744 of eerder gebouwd en ging verloren bij een brand in 1932. De molen stond in de volksmond bekend als "Het Snufmolentje".

## Geschiedenis

### Historie van de Meerkoet
De Meerkoet was waarschijnlijk in 1744 of eerder gebouwd en de oudste vermelding van de molen dateert al van dat jaar.
De oudst bekende eigenaar is Huybert van der Lugt. Zijn weduwe, Aaltje Bagge, verkocht de molen op 17 juli aan Arnoldus Barneveldt. Hij nam de zaken over tot zijn eigen dood in februari van 1750.
Toen zijn weduwe Maria de Bruijn een paar later zelf stierf, namen de voogden van haar minderjarige kinderen de molen over. Deze verkochten hem, samen met het woonhuis, op 7 mei 1757 voor 3980 Gulden aan Gerrit van Weijen. Het naar verhouding lage bedrag duidt erop dat de molen van een klein formaat was.
Neeltje Vrijling, weduwe van Zegerius van Waijen, verkocht de Meerkoet op 21 februari 1791 de helft van de molen, door haar omschreven als "geapproprieert (geschikt) tot het malen van Snuijf, Verwen en Drogerijwaren", aan Jan Koops (1759-1830) die al eigenaar was van de andere helft.
Op 1 oktober 1827 - drie jaar voor zijn overlijden - verkocht Jan Koops de molen aan Arie van den Bogerd en zijn familie. Na het overlijden van Arie op 26 december 1842, nam zijn oudste Zoon Hermen de zaken over. Dit bleef hij doen tot ook Hermen op 20 januari 1892 kwam te overlijden. Vervolgens kwam de Meerkoet in handen van zijn zoon, wederom een Hermen (Hermen Junior).
De molen bleef in het bezit van de familie van den Bogerd tot de gemeente Rotterdam hem in 1916 onteigende. De reden hiervoor was vanwege de uitvoering van het 'Bosch- en Parkplan'. In dit plan stond dat de baggerspecie van de in 1907-1912 gegraven Waalhaven in de diepe Alexanderpolder kon worden geloosd en op het opgespoten terrein zou dan een bos worden aangelegd: Het Kralingse Bos. Net zoals bij de andere molens de Ster en de Lelie, kwam de onteigening voor de rechter. Deze heeft op 24 februari 1916 uitspraak gedaan, waarbij de heer Van den Bogerd een schadeloosstelling van ƒ 30.697,81½ kreeg. Hierna bleef de familie de Meerkoet nog wel huren. Nadat het bedrijf van Van den Bogerd niet meer kon worden gehandhaafd, verhuisde ze in 1924 naar het overgebleven pakhuis van de in 1910 verdwenen molen De Koot in Hillegersberg.
Na de onteigening, zorgde de gemeente Rotterdam goed voor de molen. Bij de opstelling van de begroting voor 1920, was ƒ 500,- uitgetrokken om de molen zelf te herstellen. De Meerkoet werkte intussen niet meer alleen op windkracht, maar ook met dank aan een stoommachine die in een stenen gebouwtje naast de molen stond. Deze machine kon het het binnenwerk ervan ook aandraaien via de spil.
Nadat de stoommachine buiten gebruik was geraakt, was besloten bij de opstelling van de begroting voor 1921 om ƒ 2300,- uit te trekken. Dit geld werd gebruikt om het machinegebouwtje om te bouwen tot een kleine woning. Rond diezelfde tijd begon de gemeente tevens met voorbereidende werkzaamheden voor het opspuiten van dat deel van de Alexanderpolder.
Ondanks de recente verbeteringen en het plan van de gemeente om de molen als theeschenkerij in te richten (wat nooit is gerealiseerd), dreigde een nieuw gevaar. De Alexanderpolder moest worden opgespoten en dat zou de sloop van de molen betekenen. Om het echter van sloop te behoeden - gezien de zeldzaamheid van het soort molen wat de Meerkoet was -, werd besloten om deze tussen 1922 en 1932 te restaureren. De Meerkoet werd met drie meter opgevijzeld, daarna was de stenen voet van de molen ongeveer 1.50 meter opgemetseld en ten slotte werd de molenvoet omgeven met een aarden wal bedekt met rijstwerk. Deze kwam bovenop de al bestaande bergschuur waar de molen op ruste. Al voor de verhoging kampte de Meerkoet met het probleem van verzakking, iets wat alleen maar erger werd na de verhoging. Nadat deze voet was aangebracht, werd begonnen met het opspuiten van het terrein rondom. Dit gebeurde in het voorjaar van 1932.

### De brand
Na de ophoging van de molen, vreesde de gemeente dat het zou worden gevandaliseerd. De vrees was niet onterecht gezien de nabijheid van de volksbuurt Crooswijk, die destijds bekend stond om haar slechte reputatie. Die vrees werd werkelijkheid toen op 16 juni 1932 omstreeks half tien 's avonds de Meerkoet vlam vatte en nagenoeg helemaal uitbrandde. Alleen kleine stukjes van het frame stonden er nog toen de vlammen waren gedoofd. Kort voor de brand hield een bewaker nog de wacht. Echter, als gevolg van de economische crisis die toen woedde, was besloten om hem in te trekken wegens bezuinigingen. Vermoed werd dat kwajongens de molen in brand hadden gestoken, maar dat is nooit bewezen. Omdat de molen moeilijk te bereiken was, kon de brandweer moeilijk blussen. Ook dwong de hitte van de brand de brandweer achteruit het opgespoten terrein in, met als gevolg meerde doorzakkingen tot boven de knieën in de bagger. Hetzelfde overkwam meerdere toeschouwers die in groten getale waren gaan kijken omdat de brand tot ver in de omtrek te zien was. Een getuige, Cor Huiskes, verklaarde aan een van de schrijvers van het blad De Molenaar omstreeks 1967 dat de vlammen 'schitterende kleuren hadden vanwege de invloed aan specerijen'. Om half elf was er nagenoeg niets meer over van de Meerkoet.

### Na de brand en opgraving
Na de verwoestende brand verdween het overgebleven stuk - de fundering, bedekt met grond - in de zachte bagger. Niets herinnerde in de volgende jaren nog aan de molen of de brand tot 2015. In dat jaar had een onbekende illegaal een gat van circa 8 bij 8 meter en maximaal 150 cm diep gegraven op de plek waar ooit een molen stond. Hierdoor was een deel van de originele fundering blootgelegd. Nadat twee politieagenten het gat opmerkten en de lokale boswachter hierover informeerde, schakelde hij het BOOR in. Dit heeft op 8 september 2015 het muurwerk gedocumenteerd, waarna de kuil weer werd dichtgegooid. De reden voor het dichtgooien van het gat was de veiligheid van wandelaars, die hierdoor gevaar liepen. Ook vormde de uitgegraven grond een extra belasting op de wortels van enkele omliggende bomen. De locatie waar de opgraving was ontdekt, lag ongeveer 25 meter ten noordoosten van de kruising van het Paddenpad en de Wolvenvallei (twee paden die door het bos lopen).
Na uitvoerig onderzoek van een dag was duidelijk dat de vierkante fundering met een dikte van 35 cm en een breedte van ongeveer 8,25 × 8,4 meter, afkomstig was van de Meerkoet. In het midden van alle vier de zijden zat een uitsparing van ongeveer een meter breed. Binnen het vierkant lag aan de oostkant parallel aan de oostmuur een 45 cm brede muurfundering van circa 3 meter lengte met daaronder twee ronde funderingen. De uiteinden van deze iets dikkere muur eindigde op een vreemde manier, wat enigszins leek en wees op een vallende tand. De bovenste ronde structuur met een kleine diameter van 113 cm was waarschijnlijk van natuursteen. Mogelijk was de 16 cm dikke steen een oude kantsteen. De onderste met diameter van circa 2,5 m was aan de bovenzijde afgedekt met een ijzeren plaat van 2,5 cm. De zuidzijde, met name de zuidwesthoek, was ongeveer 10 a 15 cm verzakt. Ook in de noordoosthoek van de vierkante fundering zat een flinke scheur in de muur van ongeveer 5 cm. De reden voor deze scheuren is niet bekend, mogelijk hebben wortels van de omliggende bomen dit veroorzaakt. De grond tussen de muur bestaat uit zandige klei dat ruim anderhalve meter dik is. Onder het muurwerk ligt minimaal drie meter veen.

## Functie en omschrijving
De molen had verschillende functies. Hij werd voornamelijk gebruikt voor het maken van snuiftabak en specerijen, maar kon daarnaast ook verfstoffen en zelfs beenderen voor de lijmindustrie gemalen.
De originele ligging van deze molen is merkwaardig. De Meerkoet was in de 18e eeuw gebouwd in de Bospolder aan de Rubroekschekade, een smalle kade gelegen tussen de uitgeveende plassen van de noordelijkste hoek van de Kralingse Plas die richting de Rotte liep, ongeveer ter hoogte van de Prinsenmolen. Bij de drooglegging van de Prins Alexanderpolder tussen 1865 en 1874 verdween deze kade grotendeels en kwam de molen aan het Veenpad, het restant van deze kade tussen de Kralingse Plas en de Spiegelnisserweg, te liggen. De molen stond initieel in de Hillegersbergse wijk (Oud-)Terbregge, maar na een grenswijziging in 1871 kwam de molen in de toenmalige gemeente Kralingen te liggen. De gemeente werd op zijn beurt  geannexeerd door de gemeente Rotterdam in 1895. Zonder verplaatsing heeft de molen in een korte 25 jaar in drie gemeenten gestaan.
De Meerkoet was een tamelijk unieke molen: In plaats van dat het een stellingmolen was, zoals de twee nog bestaande snuifmolens De Ster en De Lelie - eveneens gevestigd aan de Kralingse Plas -, was dit een wipmolen. Ook had het geen 8 maar 4 kanten. Wel was het interieur, waar helaas weinig bekend over is, bijna helemaal hetzelfde met die van deze twee molens. Een voorbeeld hiervan is dat de Meerkoet zeker vier kuipen had om snuif te stampen, evenals een kollergang die hetzelfde is als de twee bestaande molens. Wel was de aandrijving  van deze kollergang anders dan bij de Ster en de Lelie. Daar drijft de wentelas het kroonwiel op de kollergang van bovenaf aan. Bij de Meerkoet moest dat van onderen af zijn geweest op grond van de lage ligging van de wentelas en vanwege de lage aanbouw waar de kollergang in stond. Het vierkant van de Meerkoet was, vergeleken met die van de Lelie, groot. Die is 6 × 6 meter met vijf kuipen binnen het vierkant. In contrast was die van De Meerkoet 8,25 × 8,4 meter groot.

Fotogalerij
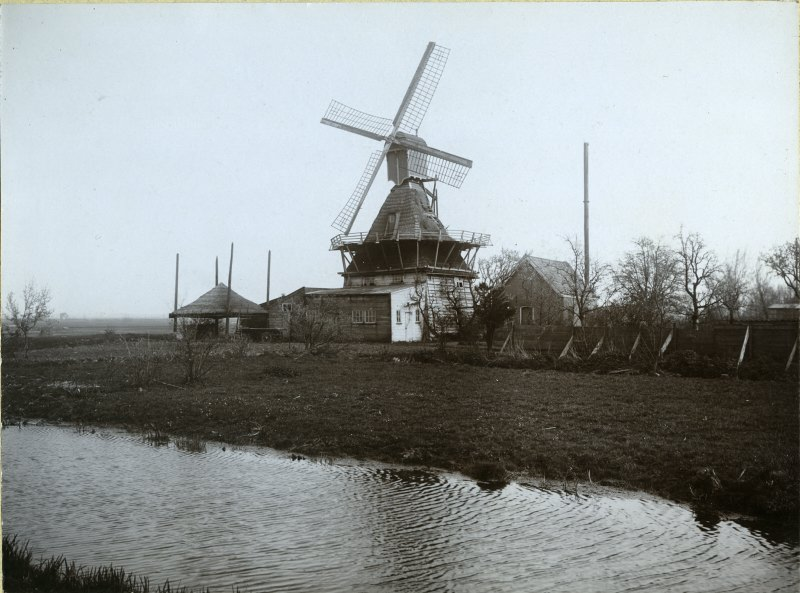
De molen gezien vanaf een andere hoek in 1920, waarbij de omgeving van het Veenpad goed te zien is.
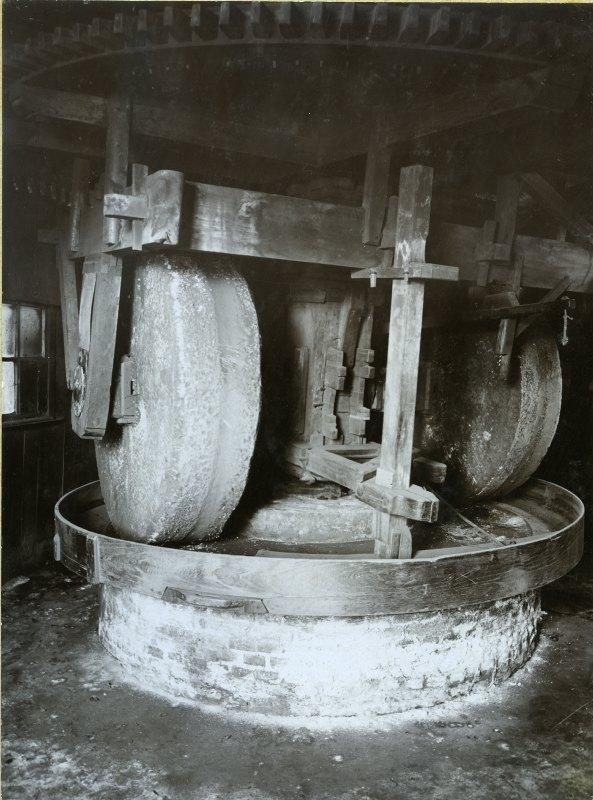
De steenmolen van het interieur van de molen in 1920.
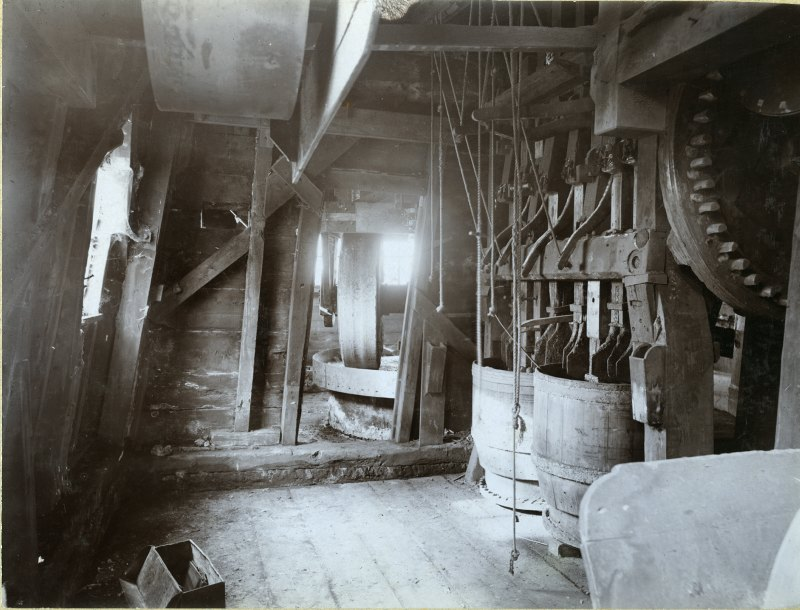
De rest van het interieur.
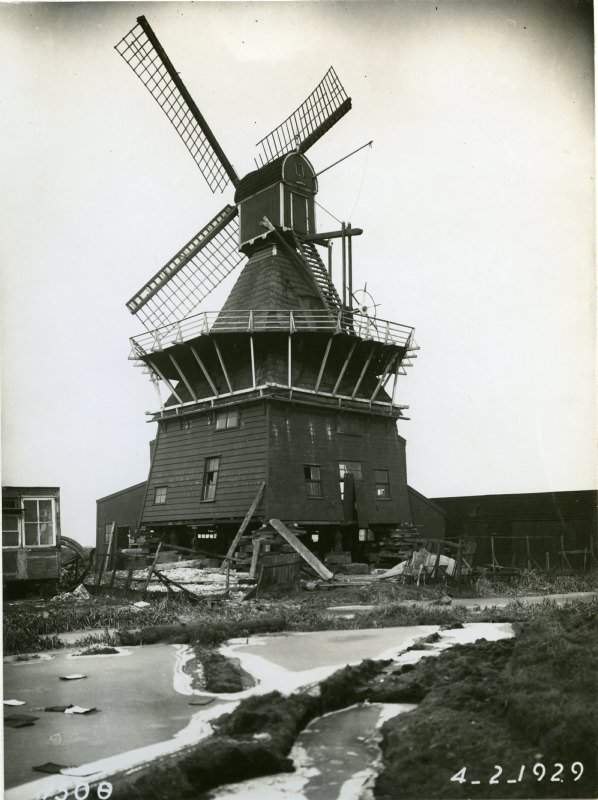
De molen tijdens de opvijzeling in 1929.

De Distilleerketel · De Hoop Rozenburg · De Lelie · De Nieuwlandse Molen · De Prinsenmolen · De Speelman · De Ster · De Vier Winden · De Zandweg

Voormalige molens

De Arend · De Bartholomeus Everardus · De Blauwe Molen · De Bok · De Bosland · Boezemmolen Nummer 1 · Boezemmolen Nummer 2 · Boezemmolen Nummer 3 · Boezemmolen Nummer 4 · Boezemmolen Nummer 5 · Boezemmolen Nummer 6 · Boezemmolen Nummer 7 · De Ceres · De Cornelis · De Francina · De Goudsblom · De Graankorrel · De Gravenlust · De Haas · Het Zeeuwse Wapen · Hoekmolen · De Hoop Delfshaven · De Hoop IJsselmonde · De Hoop Kralingen · De Hoop Overschie · De Hoop Rotterdam · De Kiesheidschemolen · De Kievit · De Korenaar · De Korenmolen · Kostverlorenmolen · Het Lam · Laantjesmolen · De Liefde · De Lokhorstermolen · De Maria · De Meerkoet · De Naarstigheid · De Noord · Oost-Blommersdijkse Molen · De Oranjeboom · De Pelikaan · Pendrechtse Molen · De Pomp · De Phoenix · De Reus · De Roode Leeuw · Rubroekse Molen · De Schulp · De Valk · Het Vertrouwen · De Vlaggeman · De Waakzaamheid · De Zuid · De Zwaan